# Персен
«Персен» (фр. Stade Pershing) — многофункциональный стадион в Венсенском лесу в Париже, построенный в 1919 году. Стадион четырежды принимал финалы Кубка Франции по футболу. А также на нём проходили футбольные и регбийные матчи на Летних Олимпийских играх 1924 года. В 1960-е годы часть стадиона была разрушена, а в настоящее время арена принимает бейсбольные матчи.

## История
«Персен» был построен в конце Первой мировой войны. Позднее он был представлен как подарок от США для Франции.
Выставочный матч по регби в 1933 году между сборными Великобритании и Австралии положил начало регбийной эры во Франции.
Стадион удостаивался проведения финальных матчей Кубка Франции по футболу 4 раза подряд с 1921 по 1924 год. Трижды в финал выходил «Ред Стар» и все три раза выигрывал кубок страны на этом стадионе.